# Toute Première Fois (film)
Ne doit pas être confondu avec Ma première fois.
Pour les articles homonymes, voir Toute Première Fois.
Pour plus de détails, voir Fiche technique et Distribution.
Toute Première Fois est une comédie française réalisée par Noémie Saglio et Maxime Govare, sortie en 2015.

## Synopsis
Jérémie se réveille dans le lit d'une jeune Suédoise, Adna, dont il est en train de tomber amoureux. L’ennui est qu’il n’est normalement pas attiré par les femmes : il doit bientôt se marier avec Antoine, son compagnon depuis des années, mariage qui réjouit toute sa famille où Antoine fait figure de gendre idéal.

## Fiche technique
- Titre original : Toute Première Fois
- Réalisation : Noémie Saglio et Maxime Govare
- Scénario et dialogues : Noémie Saglio et Maxime Govare
- Musique : Mathieu Lamboley
- Décors : Christian Marti
- Costumes : Frédéric Cambier
- Photographie : Jérôme Alméras
- Son : Marc Doisne, Raphael Sohier, Rémi Daru
- Montage : Béatrice Herminie
- Postproduction : Rodolphe Duprez
- Production : Sidonie Dumas, Renaud Chélélékian et Édouard Duprey
- Sociétés de production[1] : Gaumont, M6 Films, Les Improductibles et Kaly Productions, avec la participation de Canal+, Orange Cinéma Séries, M6 et W9
- Sociétés de distribution[2] : Gaumont (France) ; Vertigo Films Distribution (Belgique) ; Axia Films Inc. (Québec) ; Praesens-Film (Suisse romande)
- Budget : 5,44 millions d’ €[3]
- Pays de production :  France
- Langue originale : français
- Format[4] : couleur - DCP Digital Cinema Package - 2,35:1 (Cinémascope) - son Dolby Digital
- Genre : comédie, romance
- Durée : 98 minutes
- Dates de sortie[5] :
  - France : 15 janvier 2015 (Festival international du film de comédie de l'Alpe d'Huez) ; 28 janvier 2015 (sortie nationale)
  - Belgique, Suisse romande : 28 janvier 2015[6],[7]
  - Québec : 18 septembre 2015[8]
- Classification[9] :
  - France : tous publics[10]
  - Belgique : tous publics (Alle Leeftijden)[6]
  - Suisse romande : interdit aux moins de 8 ans[11]
  - Québec : en attente de classement[8]

## Distribution
- Pio Marmaï : Jérémie Deprez
- Franck Gastambide : Charles
- Camille Cottin : Clémence
- Adrianna Gradziel : Adna
- Lannick Gautry : Antoine Bovard
- Frédéric Pierrot : Hubert Deprez
- Isabelle Candelier : Françoise Deprez
- Sébastien Castro : Nounours
- Nicole Ferroni : Sarah Deprez
- Étienne Guiraud : Jean
- Diane Tell : elle-même
- Thomas Croisière : un marin suédois
- Julien Cazarre : l'ex-patron d'Adna

## Distinctions
En 2015, Toute première fois a été sélectionné 4 fois dans diverses catégories et a remporté 2 récompenses,.

### Récompenses
- Festival international du film de comédie de l'Alpe d'Huez 2015 :
  - Grand Prix OCS pour Noémie Saglio et Maxime Govare,
  - Prix d'interprétation Coup de cœur pour Pio Marmaï.

### Nominations
- Festival international du film de comédie de l'Alpe d'Huez 2015 :
  - Prix Spécial du Jury pour Noémie Saglio et Maxime Govare,
  - Prix du public Studio Ciné Live pour Noémie Saglio et Maxime Govare.